# Džafar as-Sadik
Džafar ibn Muhamed as-Sadik (arap. جَعْفَر ٱبْن مُحَمَّد ٱلصَّادِق; 700 ili 702–765), opšte poznat kao Džafar as-Sadik ili jednostavno as-Sadik (Istiniti), bio je muslimanski naučnik iz 8. veka. On se smatra imamom i osnivačem Džafarske škole jurisprudencije među dvanaestnicima i ismailskim šiitima, i jedna je od glavnih figura u hanafskim i malikijskim školama sunske jurisprudencije. On je bio naslednik kalifa Alija i Fatime bint Muhamed na strani svog oca, Muhameda al-Bakira, i Muhameda ibn Abu Bakra na majčinoj strani fimilije, Farve bint al-Kasim. Muhameda ibn Abi Bakra je uzgajio Ali, ali on nije bio njegov sin. Ali je imao običaj da kaže: „Muhamed Ibn Ebu Bekr je moj sin, ali iz roda Abu Bakra”. As-Sadik je šesti imam za dvanaestnike, i većina šiita ga priznaje kao imama, a u sunitskom islamu je poštovan kao prenosilac hadisa, stoga prominentni pravnik, i mistik za sufiste. Uprkos svojim širokim opsezima u mnogim religijskim disciplinama, nijedno delo samog Džanara nje sačuvano.
As-Sadik je rođen bilo 700. ili 702 godine. On je nasledio položaj imama od svog oca sredinom svojih tridesetih godina. Kao šiitski imam, as-Sadik se držao izvan političkih sukoba koji su zahvatili region, izbegavajući brojne zahteve za podršku koji su dolazili od pobunjenika. Bio je žrtva uznemiravanja od strane abasidskih kalifa, a na kraju je, prema mišljenju šiitskih muslimana, otrovan po naredbi kalifa El Mansura. Pored povezanosti sa sunitskim školama sunitske jurisprudencije, on je bio značajna figura u formulaciji šiitske doktrine. Smatra se da su tradicije zabeležene od as-Sadika mnogobrojnije od hadisa zabeleženih od svih drugih šiijatskih imama u zajedno. Kao osnivač Džafarske sudske prakse, as-Sadik je takođe razvio doktrine o Nasu (božanski nadahnutoj dezignaciji svakog imama po prethodnom imamu), i Ismahu (nepogrešivosti imama), kao i onu o Ketmanu.
Pitanje sukcesije nakon as-Sadikove smrti bilo je uzrok podele među šiitima koji su smatrali da je njegov najstariji sin Ismail (koji je navodno umro pre svog oca) sledeći imam, i onih koji su smatrali da je njegov treći sin Musa as-Kadim bio imam. Prva grupa je postala poznata pod imenom ismailci, a druga, veća grupa, nazvana je džafari ili dvanaestnici.

## Rođenje, detinjstvo i mladost
Džafar as-Sadik je rođen u Medini bilo u 80/699–700 ili 83/703–704. S očeve strane bio je pra-pra unuk Alije i Fatime. Njegova majka, Farva bint al-Kasim, bila je unuka Abu Bakra. Al-Sadik je bio prvi od šiitskih imama poreklom od oba Abu Bakra, prvog vladara Pravednog kalifata, i od Alija, prvog imama. Međutim, šiiti su verovali da su prethodni kalifi, preuzevši kontrolu nad Islamskim carstvom, nezakonito lišili Alija prestola i da je on pravi naslednik kalifata. Tokom prvih četrnaest godina svog života obitavao je zajedno sa dedom Zajn al-Abedinom i bio svedok njegovog povlačenja iz politike. Takođe je primetio poštovanje koje su poznati medinski pravnici imali prema Zain al-Abedinu uprkos malom broju njegovih sledbenika.
U kući svoje majke al-Sadik je takođe komunicirao sa svojim dedom Kasim ibn Muhamedom ibn Ebu Bakrom, koga su ljudi Medine poštovali kao poznatog tradicionalistu. U ovom periodu, Omejadska snaga je bila na vrhuncu, i detinjstvo al-Sadika se poklopilo sa rastućim interesovanjem stanovnika Medine za proročku nauku i tumačenja Kurana.

## Literatura
- Muhammed Al-Husain Al-Mudaffar, Imam Ja'far al-Sadiq.
- Sayyid Mahdi as-Sadr, THE AHLUL-BAYT Ethical Role-Models.
- Mohammad Hussein il Adeeb, The Brief History of the Fourteen Infallibales.
- Fahd, Toufic (1968), „Ğa'far aṣ-Ṣâdiq et la Tradition Scientifique Arabe [Ja'far aṣ-Ṣâdiq and the Arabic Scientific Tradition]”,  Ур.: Fahd, Toufic, Le Shî'isme Imâmite. Colloque de Strasbourg (6–9 mai 1968) (на језику: French), Paris: Presses Universitaires de France, стр. 131—142
- {cite book|last=Corbin|first=Henry|title=The History of Islamic Philosophy| year=2001|publisher=Kegan Paul International|others=Translated by Liadain Sherrard with the assistance of Philip Sherrard|location=London and New York|pages=6,31}}
- Sharif, Mian Mohammad (1966). History of Muslim Philosophy, Vol 2. Germany: Allgauer Heimatverlag GmbH. стр. 906—907.
- 'Attar, Farid Al-din (1966).  Nicholson, ур. Tadhkirat al-Auiiya. Превод: Arberry. London: Routledge.
- Al-Kulayni, Abu Ja’far Muhammad ibn Ya’qub (2015). Kitab al-Kafi. South Huntington, NY: The Islamic Seminary Inc. ISBN 9780991430864.
- Momen, Moojan (1985). An Introduction to Shi'i Islam. Yale University Press. стр. 39, 183. ISBN 978-0-300-03531-5.
- Madelung, W., The Sources of Ismāīlī Law, The University of Chicago Press, Madelung, Wilferd (јануар 1976). „The Sources of Ismāʿīlī Law”. Journal of Near Eastern Studies. 35 (1): 29—40. doi:10.1086/372451.
- Meri, Josef W. Medieval Islamic Civilization: An Encyclopedia. 2005. стр. 409. ISBN 978-0-415-96690-0.. Routledge, NY.
- al-Husayn al-Muzaffar, Mohammed (1998). Imam Al-Sadiq. Translated by Jasim al-Rasheed. Qum: Ansariyan Publications. стр. 165—166, 230—247. ISBN 978-964-438-011-2.
- Donaldson, Dwight M. (1933). The Shi'ite Religion: A History of Islam in Persia and Irak. BURLEIGH PRESS. стр. 115,130—141.<
- Muhammadi Reishahri, Muhammad (2010). Mizan al-Hikmah. 2. Qum: Dar al-Hadith. стр. 433.
- Muhammadi Reishahri, Muhammad (2010). Mizan al-Hikmah. 2. Qum: Dar al-Hadith. стр. 435.
- al-Shaykh al-Saduq (2006). Uyun Akhbar Al-Reza: The Source of Traditions on Imam Reza (a.s.) Vol. 2. Qomindex.htm: Ansariyan Publications. стр. 194.
- al-Tijani al-Samawi, Muhammad (30. 1. 2013). To Be with the Truthful.
- Amir-Moezzi, Mohammad Ali (27. 9. 1994). The Divine Guide in Early Shi'ism: The Sources of Esotericism in Islam. SUNY Press. ISBN 978-0-7914-2122-2.
- Amir-Moezzi, Mohammad Ali (2005). „Shiʿite Doctrine”. Encyclopaedia Iranica. Приступљено 7. 7. 2014.
- Amir-Moezzi, Mohammad Ali (2007). „Islam in Iran vii. The Concept of Mahdi in Twelver Shiʿism”. Encyclopædia Iranica.
- Amir-Moezzi, Mohammad Ali (15. 2. 2011). The Spirituality of Shi'i Islam: Belief and Practices. I.B. Tauris. ISBN 978-1-84511-738-2.
- Ayoub, Mahmoud (1984). The Qur'an and Its Interpreters, Volume 1. SUNY Press. ISBN 978-0-87395-727-4.
- Dungersi, Mohammed Raza. A Brief Biography of Imam Hasan bin Ali (a.s.): al-Askari. Bilal Muslim Mission of Tanzania. GGKEY:NT86H2HXN40.

## Spoljašnje veze
- „Ja'far al-Sadiq (Encyclopædia Iranica)”.
- Stewart, Devin, „Islam in Spain after the Reconquista”, Teaching Materials, The Hagop Kevorkian Center for Near Eastern Studies at New York University, Приступљено 6. 8. 2012
- De Smet, Daniel (5. 4. 2012). „Ja'far al-Ṣadiq iv. And Esoteric sciences”. Encyclopedia Iranica.